# Kevin Yoder

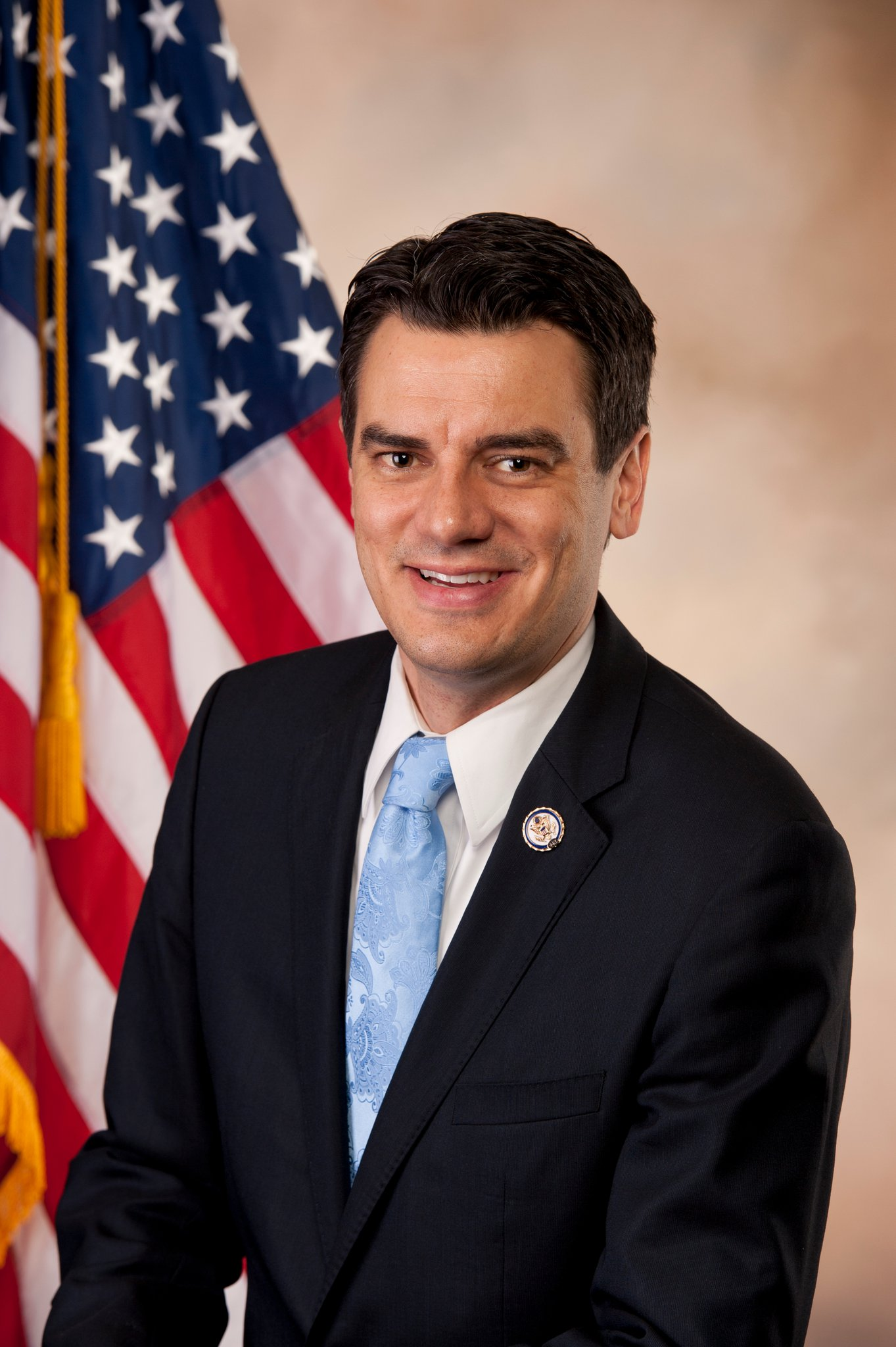
Kevin Yoder (2011)

Kevin Wayne Yoder (* 8. Januar 1976 in Hutchinson, Kansas) ist ein US-amerikanischer Politiker. Von 2011 bis 2019 vertrat er den Bundesstaat Kansas im US-Repräsentantenhaus.

## Werdegang
Kevin Yoder wuchs auf einer Farm in der Nähe von Hutchinson auf. Er studierte bis 1999 an der University of Kansas in Lawrence die Fächer Englisch und Politische Wissenschaften. Nach einem anschließenden Jurastudium an derselben Universität und seiner 2002 erfolgten Zulassung als Rechtsanwalt begann er in diesem Beruf zu arbeiten. Politisch schloss er sich der Republikanischen Partei an. Zwischen 2002 und 2010 war er Abgeordneter im Repräsentantenhaus von Kansas. Dort leitete er den Bewilligungsausschuss und das Committee on Legislative Budget. Er saß zudem im Justizausschuss.
Bei den Kongresswahlen des Jahres 2010 wurde Yoder im dritten Wahlbezirk von Kansas in das US-Repräsentantenhaus in Washington, D.C. gewählt, wo er am 3. Januar 2011 die Nachfolge des nicht mehr kandidierenden Demokraten Dennis Moore antrat. Im Kongress war er Mitglied im Bewilligungsausschuss und in drei Unterausschüssen.
In drei Wiederwahlen in den Jahren 2012, 2014 und 2016 wurde er im Amt bestätigt. Bei den Kongresswahlen 2018 verlor er sein Amt gegen die Demokratin Sharice Davids.